# C/1901 G1 (Großer Komet)
C/1901 G1 (Großer Komet), auch Komet Viscara genannt, ist ein Komet, der im Jahr 1901 von der Südhemisphäre mit dem bloßen Auge gesehen werden konnte. Er wird aufgrund seiner außerordentlichen Helligkeit zu den „Großen Kometen“ gezählt.

## Entdeckung und Beobachtung
Als der Komet am Morgenhimmel des 12. April 1901 zum ersten Mal durch einen Beobachter namens Viscara, Verwalter einer Estancia im Departamento Paysandú, Uruguay, gesehen wurde, war er bereits mit dem bloßen Auge sichtbar und hatte einen kurzen Schweif ausgebildet. Dieser erste Komet des 20. Jahrhunderts wurde fast nur von der Südhemisphäre aus beobachtet. Er nahm rasch an Helligkeit zu, während er seiner größten Annäherung an die Sonne entgegenstrebte.
Am Morgen des 23. April wurde der Komet erstmals in Queenstown (Südafrika) gesehen, einen Tag später auch von David Gill und Robert Innes am Royal Observatory am Kap der Guten Hoffnung. Er hatte zu der Zeit bereits einen 10° langen Schweif. Der Schweif war leicht gebogen und der Kometenkern von gelblicher Farbe. Auch vom Kap Leeuwin in Western Australia wurde er an diesem Tag gesehen.
Die Helligkeit des Kometen nahm auch nach dem Vorbeigang an der Erde noch zu und erreichte in der Abenddämmerung um den 5. Mai ein Maximum, der Schweif war zu dieser Zeit mehrfach aufgefächert und zeigte einen schwachen 45° langen Plasmaschweif und einen 15° langen gekrümmten Staubschweif.
Der Komet konnte noch bis zum 20. Mai mit bloßem Auge beobachtet werden, die letzte Sichtung erfolgte am 14. Juni.
Der Komet erreichte am 5. Mai eine Helligkeit von 1 mag. Nach anderen Angaben erreichte die Helligkeit sogar −1,5 mag.

## Auswirkungen auf den Zeitgeist
Die Buren, die zu dieser Zeit in Südafrika Krieg gegen die Briten führten, sahen den Kometen und betrachteten ihn als eine Art Omen.
Die Aborigines in Nordaustralien wurden durch den Kometen in Schrecken versetzt und fürchteten, ein Bündel Speere würde auf die Erde fallen und alle töten.

## Wissenschaftliche Auswertung
Charles J. Merfield berechnete Bahnelemente des Kometen für parabolische und elliptische Umlaufbahnen.

## Umlaufbahn
Für den Kometen konnte aus 55 Beobachtungen über 42 Tage nur eine parabolische Umlaufbahn bestimmt werden, die um rund 131° gegen die Ekliptik geneigt ist. Seine Bahn steht damit steil angestellt zu den Bahnebenen der Planeten, er durchläuft seine Bahn gegenläufig (retrograd) zu ihnen. Im sonnennächsten Punkt der Bahn (Perihel), den der Komet am 24. April durchlaufen hat, befand er sich mit etwa 36,6 Mio. km Sonnenabstand im Bereich innerhalb der Umlaufbahn des Merkur. Bereits am 10. April war er im Abstand von etwa 84,1 Mio. km an der Venus und am 21. April im Abstand von etwa 28,4 Mio. km am Merkur vorbeigegangen. Am 30. April erreichte er mit etwa 124,2 Mio. km (0,83 AE) die größte Annäherung an die Erde.
Nach den Bahnelementen der JPL Small-Body Database und ohne Berücksichtigung von nicht-gravitativen Kräften auf den Kometen wurde die Exzentrizität seiner Bahn auch durch die Annäherungen an Jupiter im April 1901 bis auf etwa 5 AE und an Neptun im Mai 1911 bis auf etwa 7 ½ AE nur geringfügig um etwa 0,000006 erhöht. Aufgrund der unsicheren Ausgangsdaten kann aber keine Aussage darüber getroffen werden, auf welcher Bahnform er sich jetzt bewegt, und ob und gegebenenfalls wann der Komet in das innere Sonnensystem zurückkehren könnte.